# Tiago Postma
Dom Tiago Postma (3 de agosto de 1932, Amsterdã - 8 de maio de 2002, Recife) foi um religioso holandês e bispo católico romano de Garanhuns.
Postma recebeu a ordenação presbiteral pela diocese de Haarlem em 23 de maio de 1959.
O Papa Paulo VI nomeou-o bispo de Garanhuns em 20 de junho de 1974. Recebeu a ordenação episcopal através do Arcebispo de Olinda e Recife, Dom Hélder Câmara, em 14 de dezembro do mesmo ano. Os co-consagradores foram o bispo de Ruy Barbosa, Dom José Adelino Dantas, e o bispo de Haarlem, Dom Theodorus Zwartkruis. Seu lema episcopal baseava-se no Evangelho de João 17:20-21.
Dom Tiago Postma ordenou José Luiz Gomes de Vasconcelos como padre (1989); foi principal consagrador de Dom Jaime Mota de Farias (1982); e foi principal co-consagrador de Dom Edgar Carício de Gouvêa (1983). Foi vice-presidente do Regional Nordeste 2 da CNBB de 1983 a 1987.
Dom Tiago renunciou ao múnus episcopal em 15 de maio de 1995.